# Evangelický hřbitov v Řece
Evangelický hřbitov ve Řece na Frýdeckomístecku se nachází v obci Řeka, a to u hlavní silnice směrem ke Smilovicím.
Vlastníkem hřbitova je obec Řeka; vlastníkem hřbitovní kaple je Farní sbor SCEAV v Komorní Lhotce.

## Historie
Evangelický (luterský) hřbitov v Řece byl založen roku 1844 z iniciativy tehdejšího fojta Jana Kotase. Pozemek pro hřbitov věnoval Jiří Kotas. Roku 1864 a 1890 byl hřbitov rozšířen.
Na hřbitově stála původně dřevěná márnice se zvonem. Roku 1909 byla vedle této původní márnice vystavěna nová márnice (kaple) dle návrhu architekta E. Fuldy a byly do ní pořízeny dva nové zvony; roku 1912 byl instalován hromosvod.
Roku 1970 byla provedena generální oprava hřbitovní kaple, kdy k ní byla přistavěna i sakristie.

## Galerie

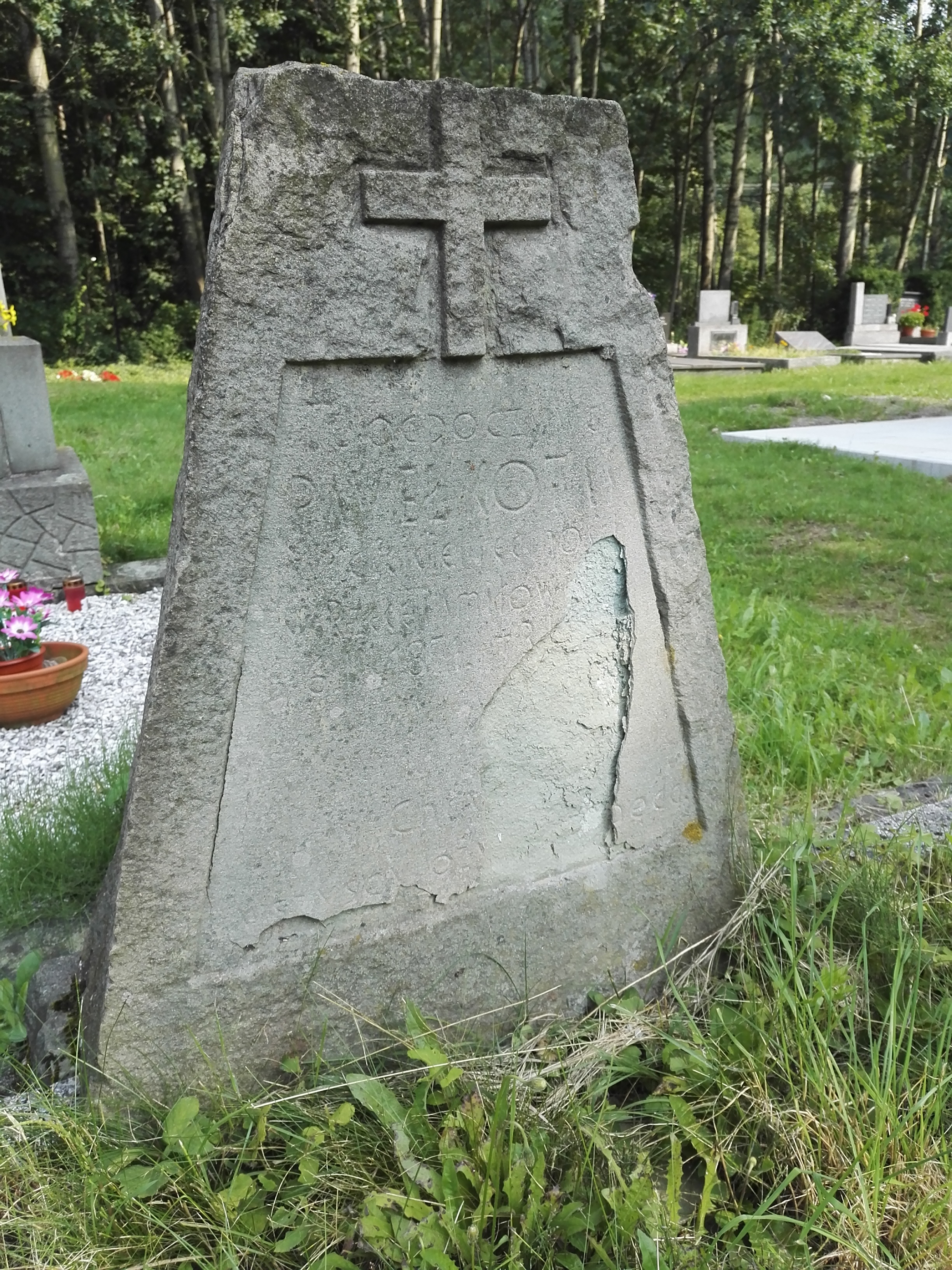
Náhrobek z 19. století
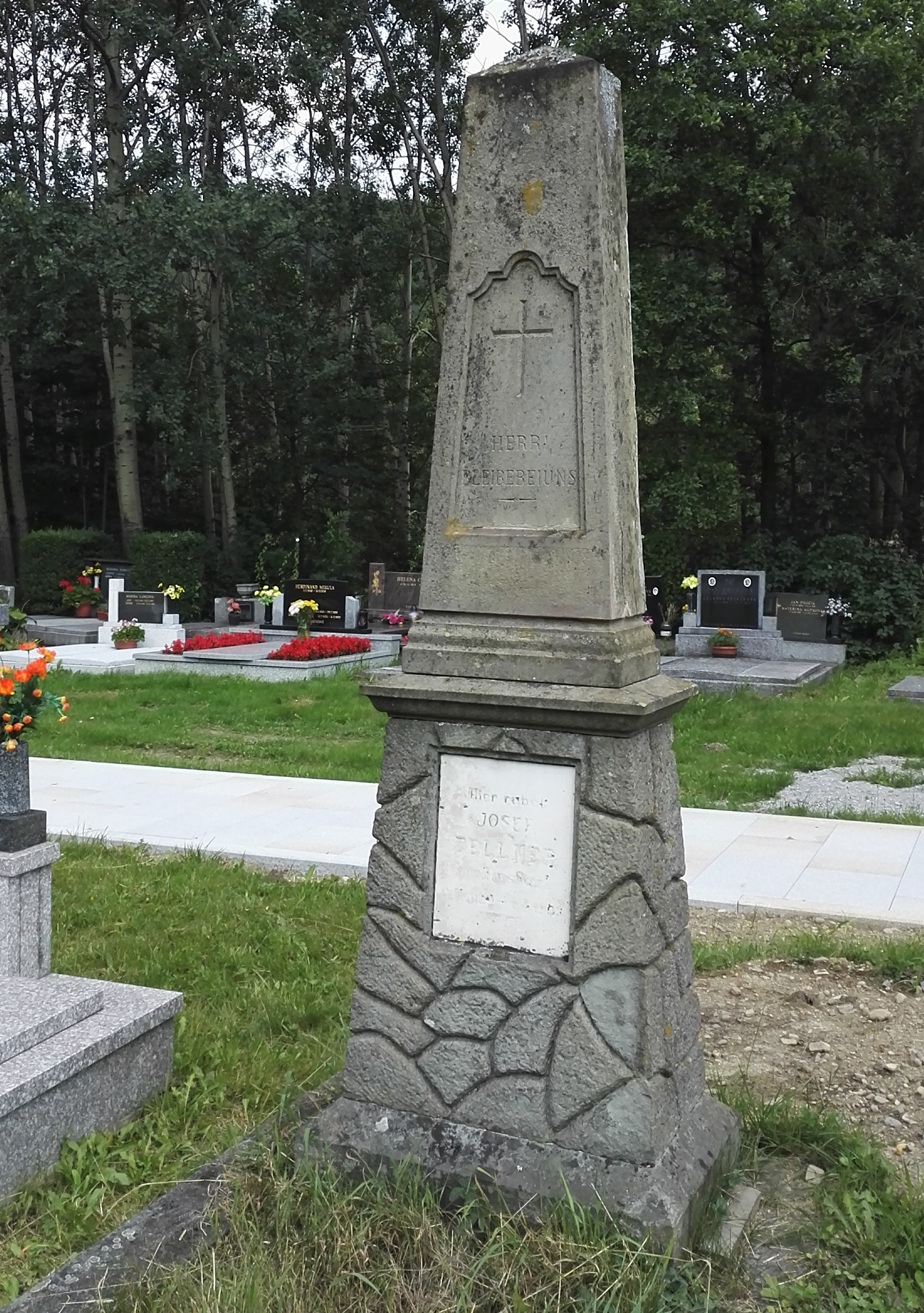
Náhrobek s německým nápisem
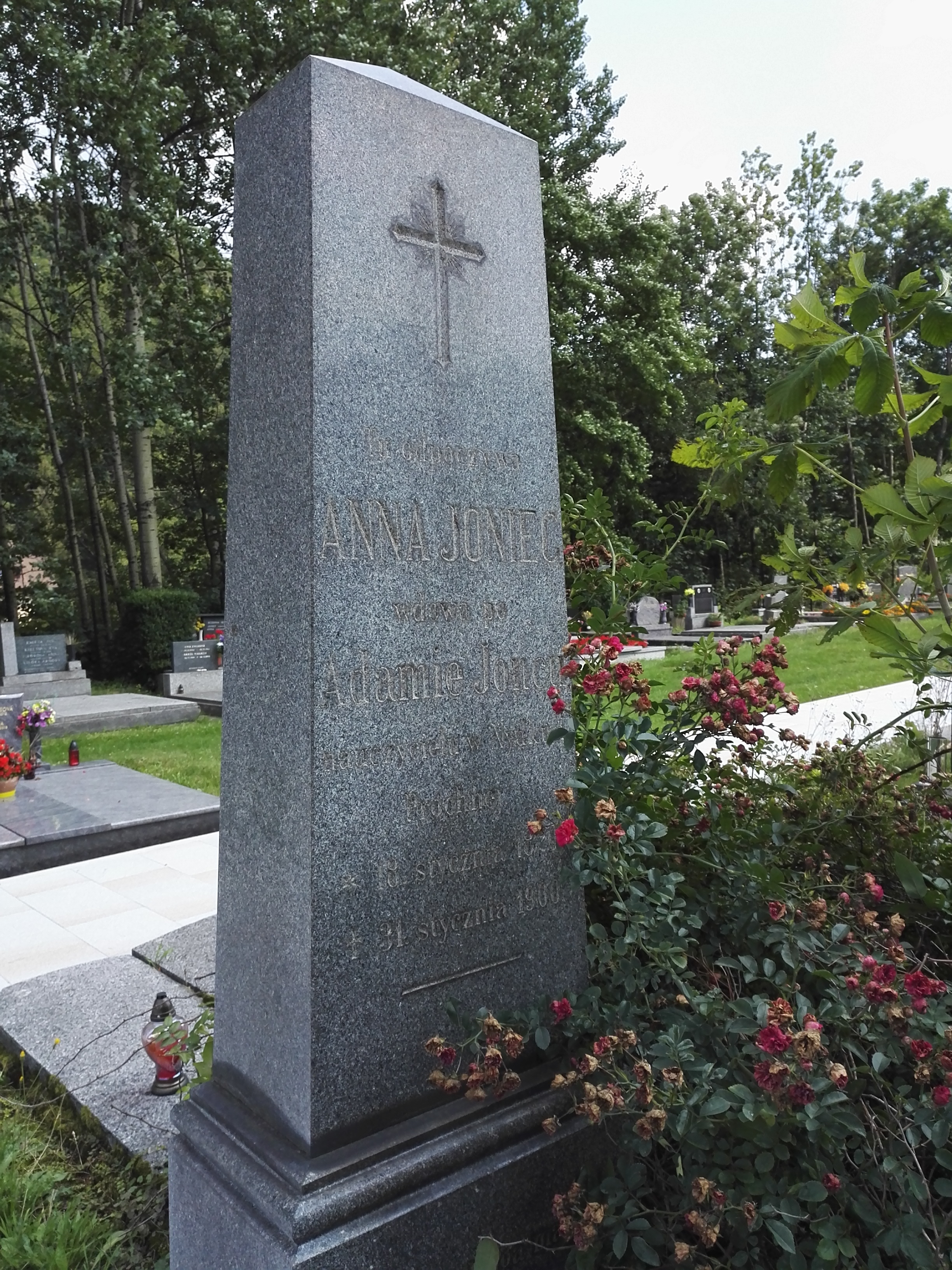
Náhrobek z přelomu 19. a 20. století
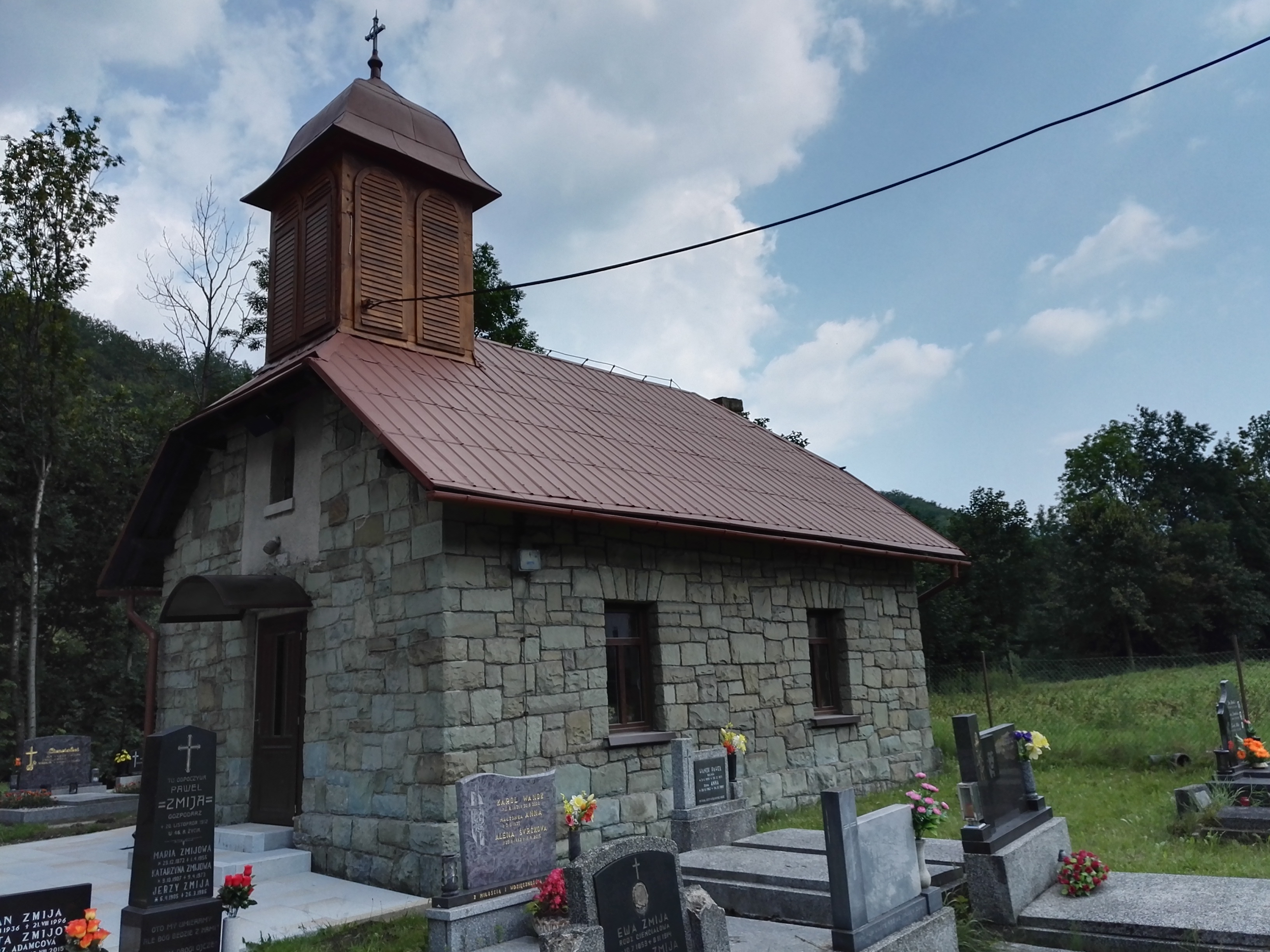
Hřbitovní kaple (exteriér)
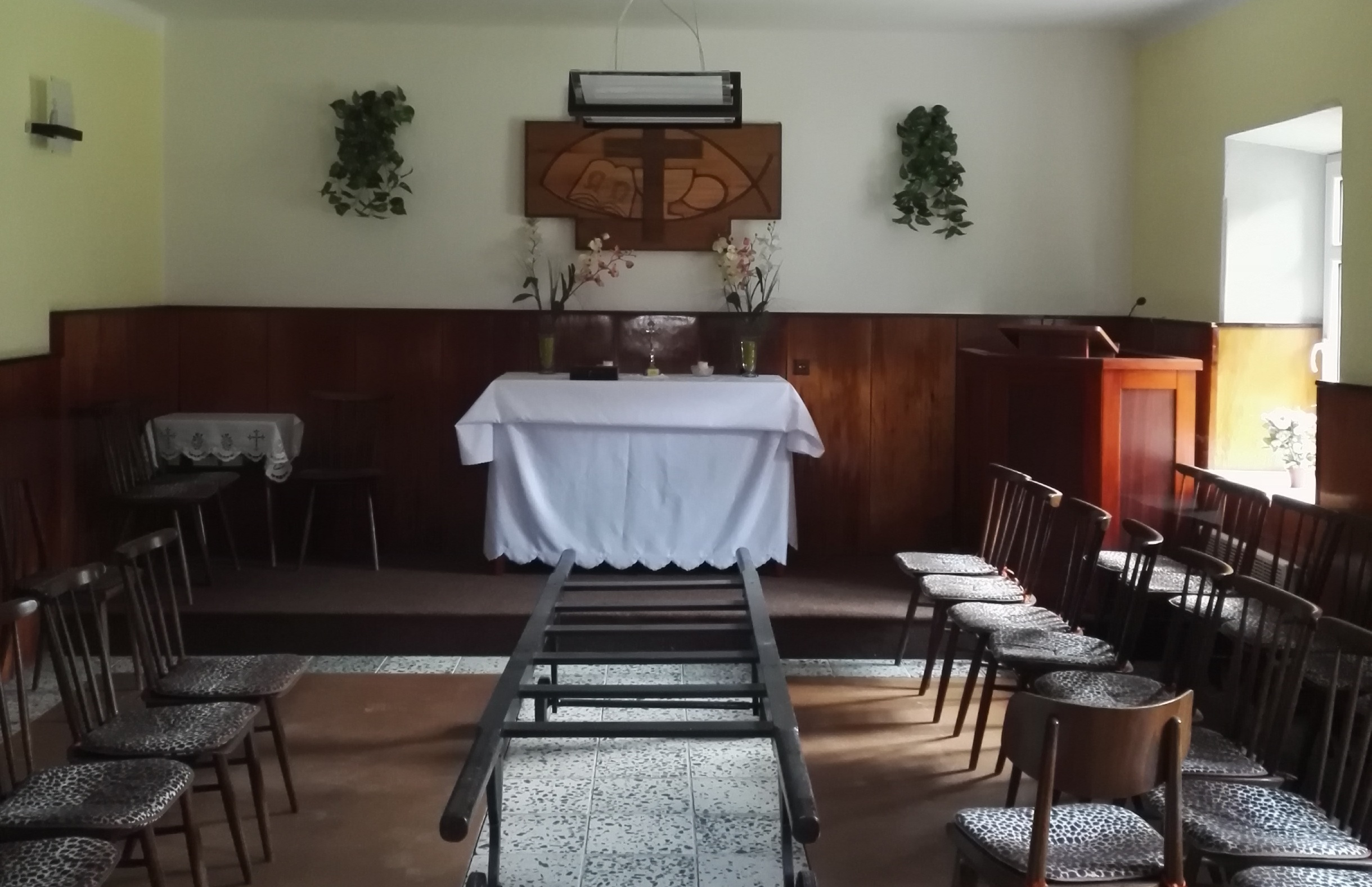
Hřbitovní kaple (interiér)